# حوض (تشريح)
الحوض (باللاتينية: pelvis)، أو الزنار الحوضي هو الجزء من الهيكل العظمي للإنسان (وفقاريات أخرى) الواقع عند أساس العمود الفقري يرتكز إليه الطرفان السفليان، كما يدعم ويحمي عدداً من الأعضاء الداخلية.
ويكون حوض الإناث أوسع منه عند الذكور وذلك لأنها تضم بعض أعضاء الجهاز التناسلي الأنثوي. ويتكون الحوض عند الإنسان من عظم العجز وعظم العصعص وعظم الورك، حيث يتكون عظم الورك من ثلاثة عظام هي: عظم الحرقفة وعظم العانة وعظم الإسك.
الحوض هو المنطقة التشريحية المحصورة بين منطقة البطن في الأعلى والطرفين السفليين في الأسفل.

## الوظيفة
للحوض وظائف عديدة أهمها:
1. نقل الوزن من الجزء العلوي للجسم إلى الطرفين السفليين في حالة الوقوف. ونقل الوزن إلى الأرض مباشرة في حالة الجلوس.
2. عملية التكاثر: إذ يحتوي الأعضاء التكاثرية الأنثوية والذكورية.
3. الإخراج: يحتوي نهايات الجهاز البولي
4. الجهاز الهضمي: يحتوي المستقيم وفتحة الشرج

## الدعامة
يدعم الحوض في مكانه ويحافظ على شكله مجموعة من العظام والأربطة. هذه العظام موجودة على شكل حلقة تحيط بالحوض بشكل كامل. بينما يحفظه من الأسفل حجاب عضلي. أما من الأعلى فهو متصل مباشرة بالبطن.

## البنية
تشكل منطقة الحوض الجزء السفلي من الجذع، بين البطن والفخذين. تحتوي تراكيب عدة: الحوض العظمي والجوف الحوضي وقاع الحوض والعجان. الحوض العظمي (الهيكل العظمي للحوض) هو الجزء من الهيكل العظمي في منطقة الحوض في الجذع. يتألف من الزنار الحوضي والعمود الفقري الحوضي. يتكون الزنار الحوضي من عظام الحوض (الحرقفي والإسكي والعاني) التي تشكل حلقة، وتربط منطقة العمود الفقري الحوضي بالطرفين السفليين. يتكون العمود الفقري الحوضي من العجز والعصعص.
- الجوف الحوضي، الذي يعرف بأنه جزء صغير من الحيز المحاط بالحوض العظمي، يحده من الأعلى مدخل الحوض، ومن الأسفل قاع الحوض؛ ويمكن أيضًا تعريفه بأنه المنطقة المحاطة بالهيكل العظمي للحوض، وتقسم إلى:
  - الحوض الكبير (أو الحوض الكاذب) فوق مدخل الحوض
  - الحوض الصغير (أو الحوض الحقيقي) تحت مدخل الحوض
- قاع الحوض (أو حجاب الحوض) أسفل الجوف الحوضي
- العجان تحت قاع الحوض

### عظم الحوض
يتألف الهيكل العظمي للحوض من الخلف (المنطقة الظهرية) من العجز والعصعص، وجانبيًا وأماميًا من عظمي الورك، يتكون عظم الورك من ثلاثة أقسام، العظم الحرقفي والعظم الإسكي وعظم العانة. تكون هذه الأقسام الثلاثة منفصلة في الطفولة وتتصل عبر الغضروف ثلاثي الشعب، ثم تتحد عند البلوغ لتشكل عظمًا واحدًا.

### الجوف الحوضي
الجوف الحوضي هو جوف الجسم المحدود بعظام الحوض والذي يحتوي في المقام الأول الأعضاء التناسلية والمستقيم.
نُميز بين الحوض الصغير أو الحقيقي وهو القسم من الجوف الحوضي الواقع أدنى مدخل الحوض، والحوض الكبير أو الكاذب الواقع فوقه. حدود مدخل الحوض أو فتحة الحوض العلوية، التي تؤدي إلى الحوض الصغير، هي الطَنَف والخط المقوس العاني والبارزة الحرقفية العانية والخط العاني والجزء العلوي من الارتفاق العاني. مخرج الحوض أو فتحة الحوض السفلية هي المنطقة الواقعة بين الزاوية تحت العانية أو قوس العانة، والأحدوبتين الإسكيتين والعصعص.
الأربطة: الغشاء السدادي، الرباط الأربي (الرباط الجوبي، القوس الحرقفية العانية)
يمكن أن نقسم الحوض إلى ثلاث مستويات: المدخل، المستوى المتوسط، المخرج.

### قاع الحوض
لقاع الحوض وظيفتان متضاربتان بطبيعتهما: إغلاق جوفي الحوض والبطن وتحمّل وزن الأعضاء الحشوية من جهة، والسيطرة على فتحة الشرج والفتحات البولية التناسلية التي تخترق قاع الحوض وتجعله أضعف من جهة ثانية. لتحقيق هاتين المهمتين، يتكون قاع الحوض من عدة طبقات متداخلة من العضلات والأنسجة الضامة.
يتكون الحجاب الحوضي من العضلة رافعة الشرج والعضلة العصعصية. تنشأ هذه العضلات من الارتفاق والعمود الفقري الإسكي وترتكز على العصعص والرباط الشرجي العصعصي الذي يمتد بين نهاية العصعص وفرجة الشرج. يترك هذا الرباط شقًا للفتحات الشرجية والبولية التناسلية. بسبب عرض الفتحة التناسلية، وهي أوسع عند الإناث، توجد حاجة إلى آلية إغلاق ثانية. يتكون الحجاب البولي التناسلي بشكل أساسي من العضلة المستعرضة العانية العميقة التي تنشأ من الشعبة الإسكية السفلية والشعبة العانية السفلية وتمتد إلى الفرجة البولية التناسلية. تدعم العضلة المستعرضة العانية السطحية الحجاب البولي التناسلي من الخلف.
تغلق المصرات الخارجية الشرجية والإحليلية فتحة الشرج ومجرى البول. الأولى محاطة بالعضلة البصلية الإسفنجية التي تضيق الفتحة المهبلية عند الإناث وتحيط بالجسم الإسفنجي عند الذكور. تدفع العضلة الإسكية الكهفية الدم نحو الجسم الكهفي في القضيب أو البظر.

### الاختلافات
يمتاز البشر المعاصرون إلى حد كبير بالحركة الثنائية والأدمغة الكبيرة. ولأن الحوض ضروري في الحركة والولادة، واجه الانتقاء الطبيعي مطلبين متضادين: قناة واسعة للولادة وكفاءة في الحركة، وهو تضاد يشار إليه باسم «معضلة الولادة». تطور الحوض الأنثوي، أو الحوض النسائي، إلى أقصى عرض ليسمح بالولادة، سيعيق الحوض الأوسع قدرة المرأة على المشي. في المقابل، الحوض عند البشر الذكور غير مقيد بالحاجة إلى الولادة، لذا تكيف مع الحركة الثنائية على نحو أفضل.
تتضمن الاختلافات الرئيسية في الحوض بين الذكور والإناث:
- حوض الأنثى أكبر وأوسع من حوض الذكر الأطول والأضيق والأصغر حجمًا.[10]
- المدخل الأنثوي أكبر وبيضوي الشكل، في حين أن الطنف العجزي عند الذكور أكبر (أي أن المدخل عند الذكور له شكل القلب).
- تتقارب جوانب الحوض الذكري من المدخل إلى المخرج، بينما تكون جوانب الحوض الأنثوي أوسع.
- الزاوية بين شعبتي العانة السفليتين حادة (70 درجة) عند الرجال، ومنفرجة (90-100 درجة) عند النساء. لذلك، تسمى الزاوية تحت العانة عند الذكور وقوس العانة عند النساء. بالإضافة إلى ذلك، تكون العظام المشكلة لهذه الزاوية/القوس مقعرة أكثر عند الإناث ومستقيمة عند الذكور. [11]
- المسافة بين عظمي الإسك صغيرة عند الذكور، ما يجعل المخرج ضيقًا، وكبيرة عند الإناث، اللواتي يمتلكن مخرجًا كبيرًا نسبيًا. تكون الشوكتان الإسكيتان والأحدوبتان الإسكيتان أثقل وتمتد أكثر في الجوف الحوضي عند الذكور. الثقبة الوركية الكبرى أوسع عند الإناث.
- يكون العرفان الحرقفيان أطول وأكثر وضوحًا عند الذكور، ما يجعل الحوض الكاذب أعمق وأضيق مقارنةً الإناث.
- عجز الذكر طويل وضيق وأكثر استقامة وذو طنف بارز. العجز الأنثوي أقصر وأعرض وأكثر انحناءً من الخلف، وذو طنف أقل بروزًا.
- جوفا الحُق أكثر تباعدًا عند الإناث مقارنةً بالذكور. عند الذكور، يكون وجه الحُق أفقيًا، بينما يتجه أكثر نحو الأمام عند الإناث. وبالتالي، عندما يمشي الذكور، تتحرك الساق للأمام والخلف في مستوي واحد. أما عند الإناث، يجب أن تتأرجح الساق للأمام والداخل، ثم يحرك الرأس المحوري لعظم الفخذ الساق للخلف في مستوي آخر. يمنح هذا التغيير في زاوية رأس الفخذ المشية الأنثوية خصائصها (تأرجح الوركين).

## صور إضافية

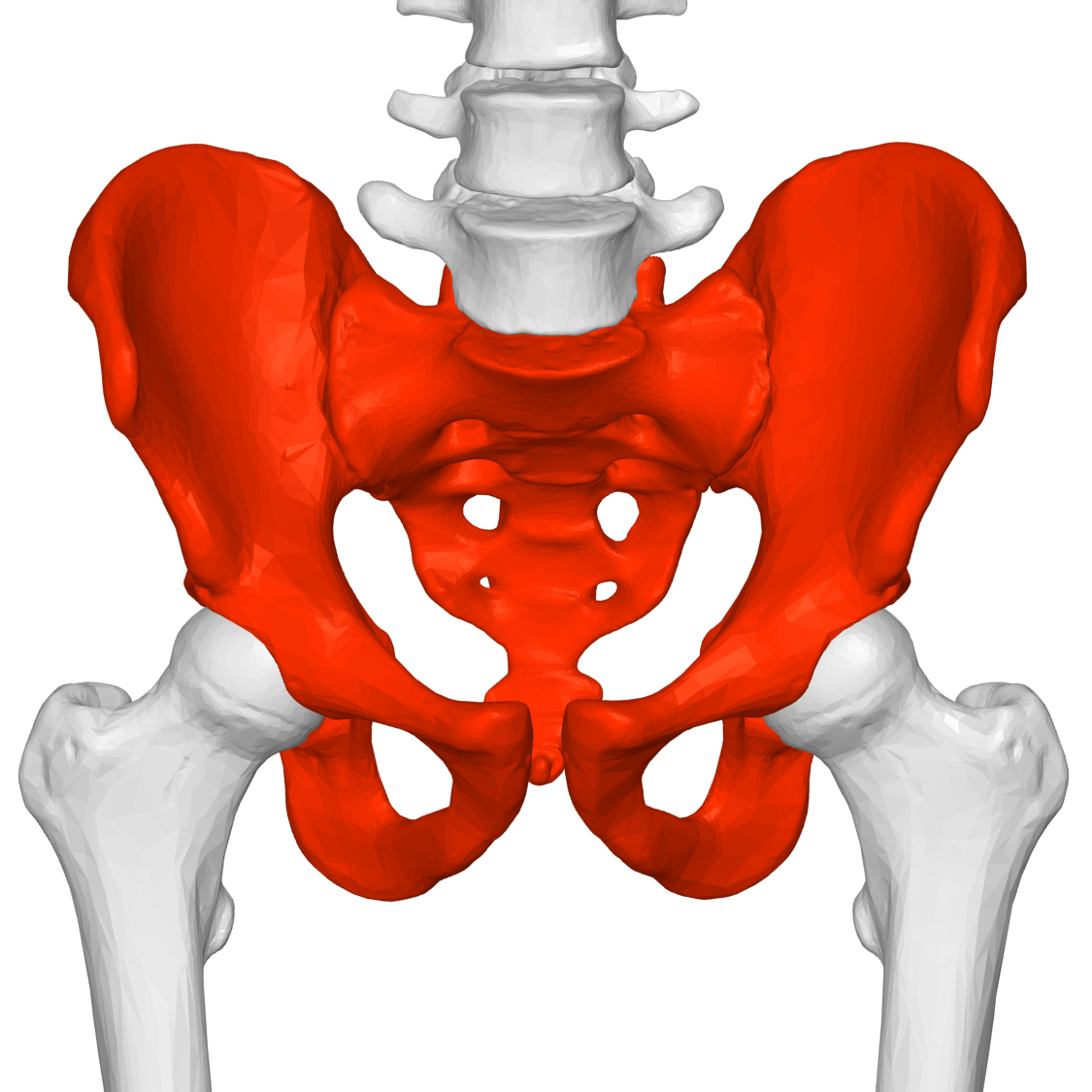
صورة من الأمام للحوض (ذكر).
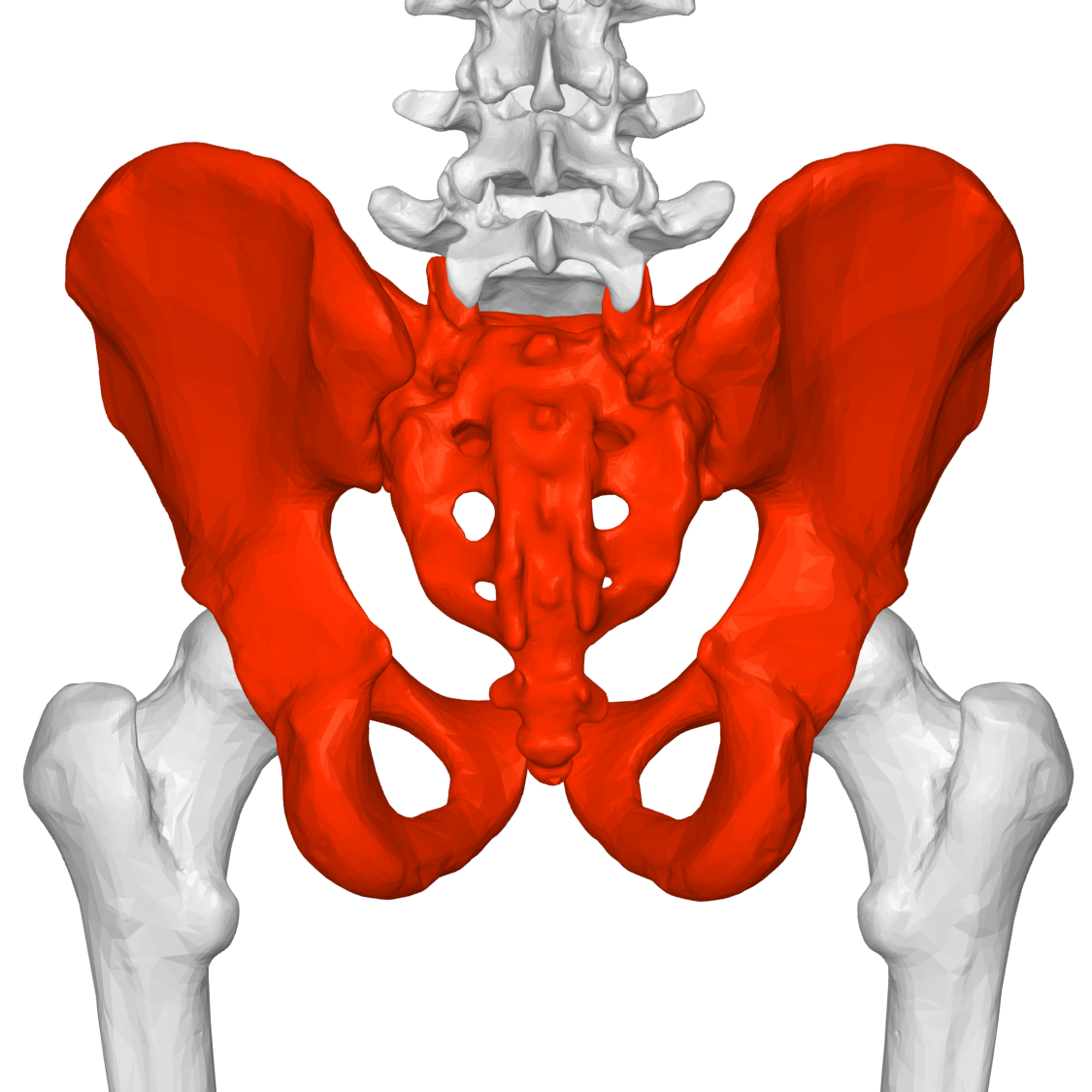
صورة من الخلف للحوض (ذكر).
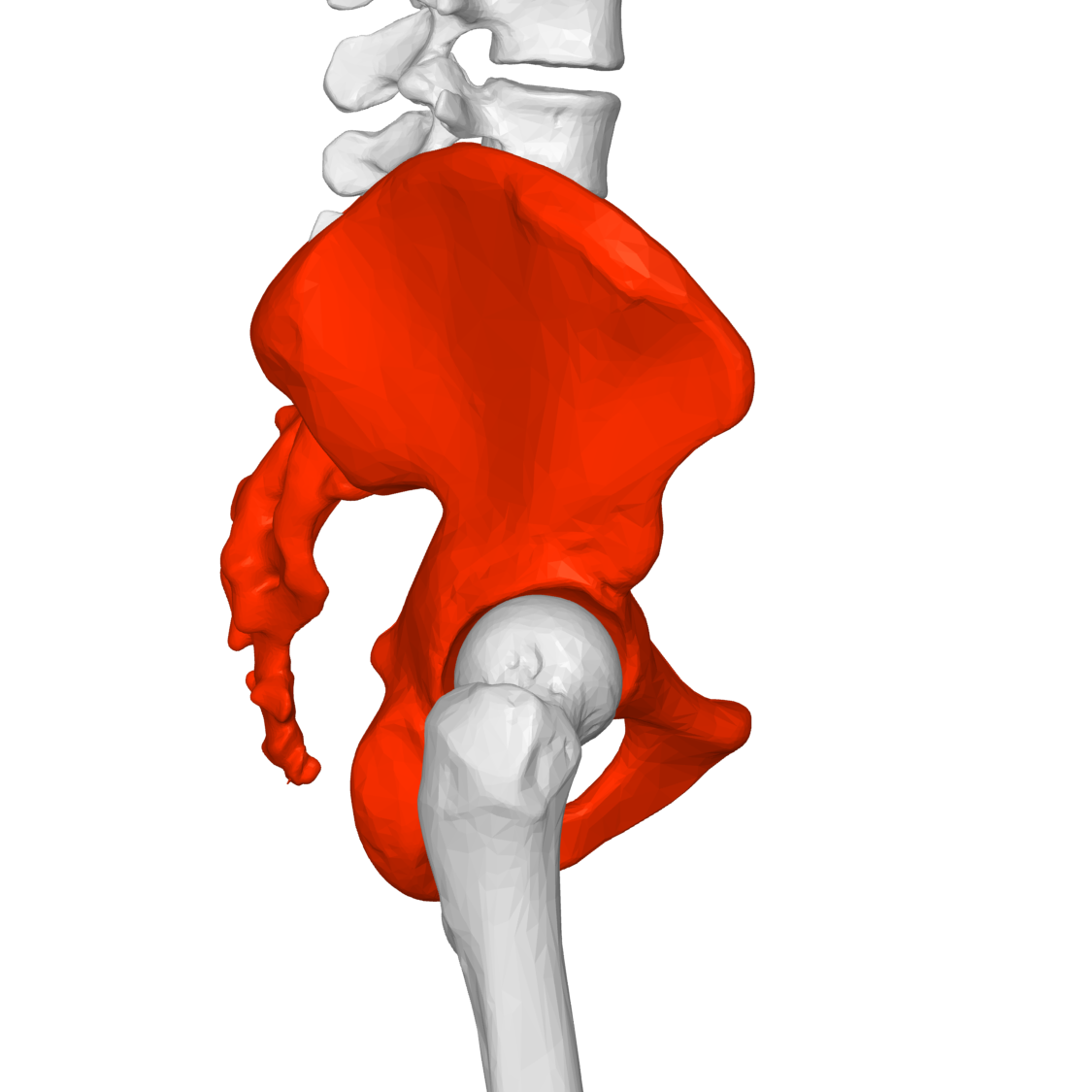
صورة جانبية للحوض (ذكر).
الحوض (ذكر).
الحوض (ذكر).
الحوض (ذكر).
الحوض (ذكر).
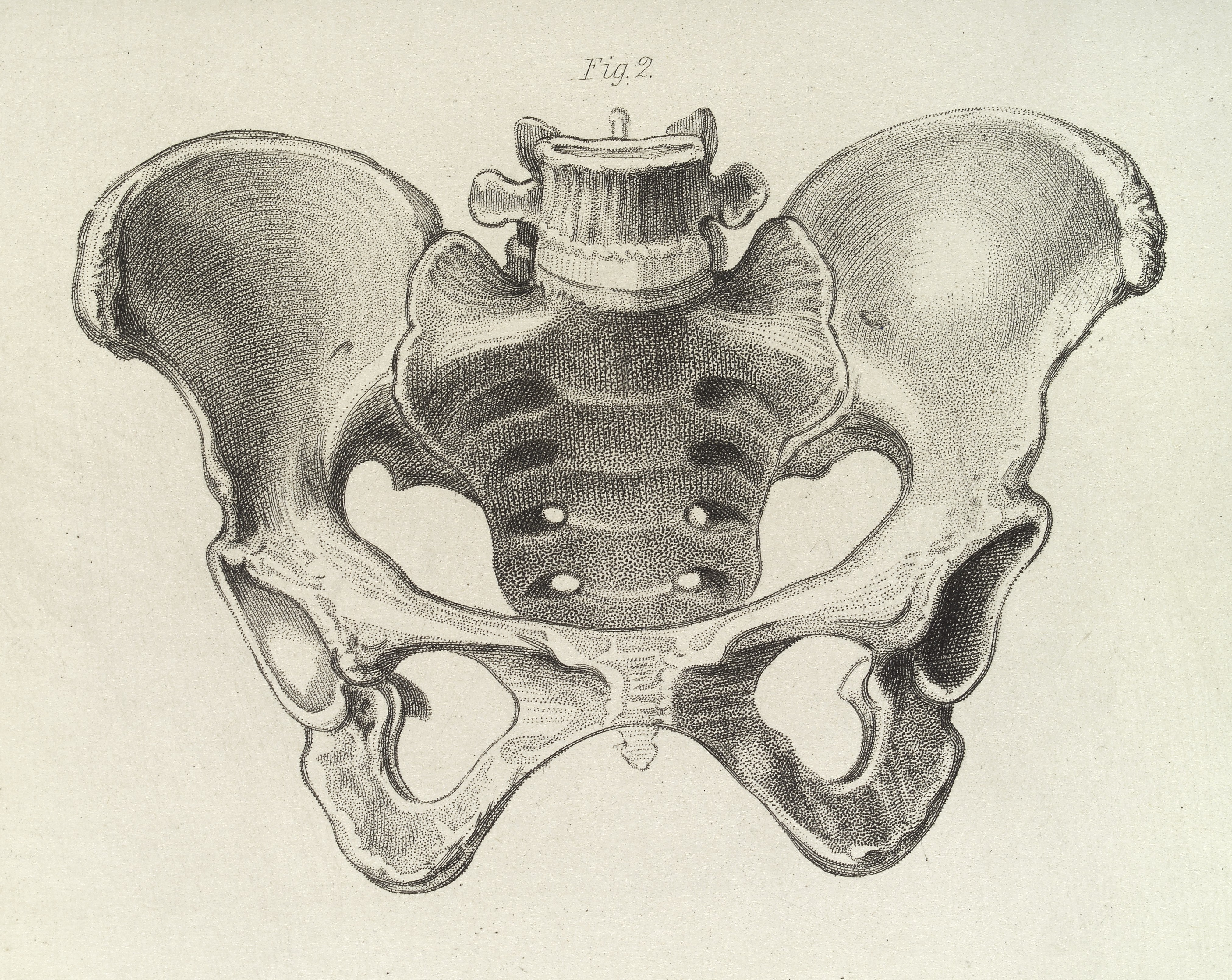
الحوض (أنثى).
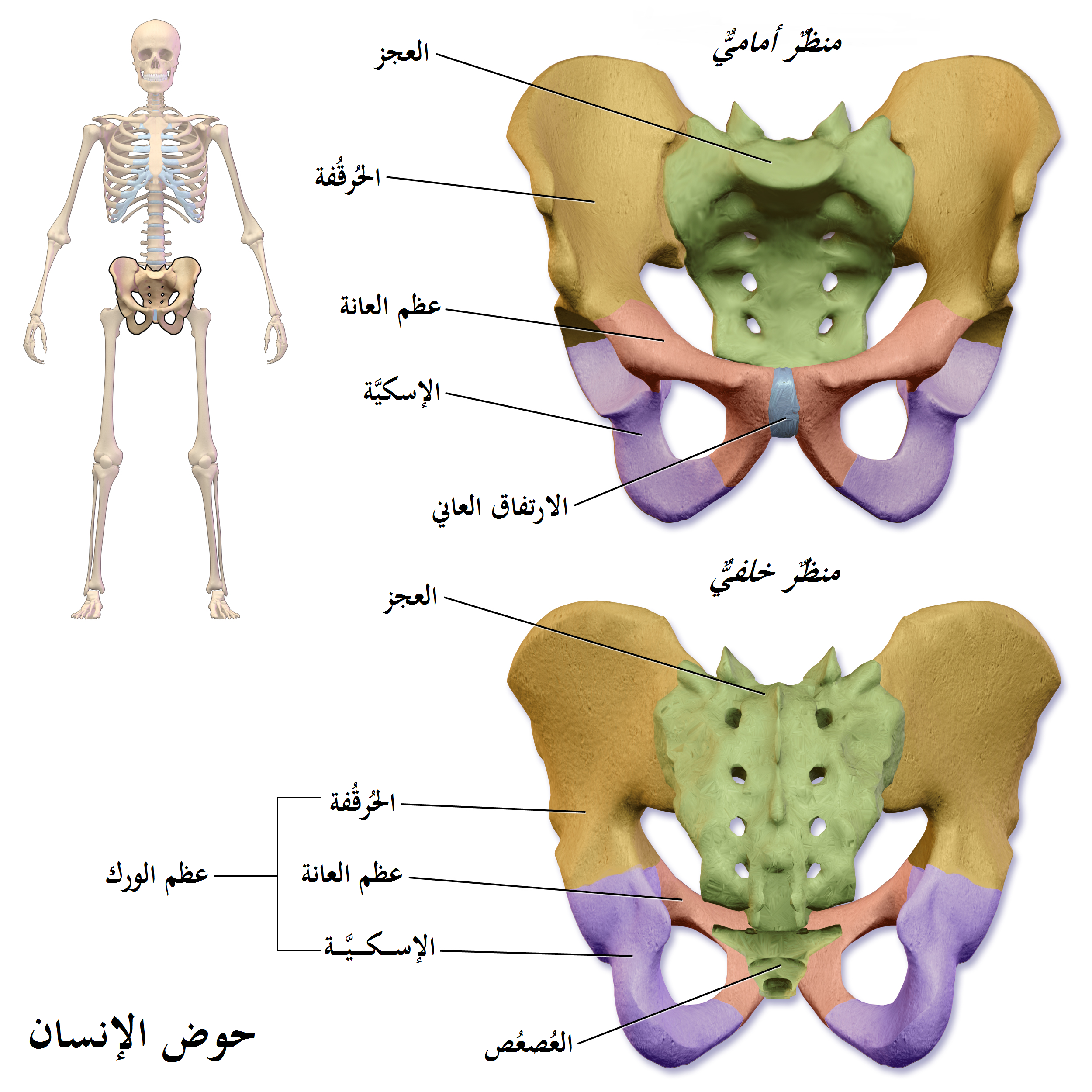
أجزاء الحوض.
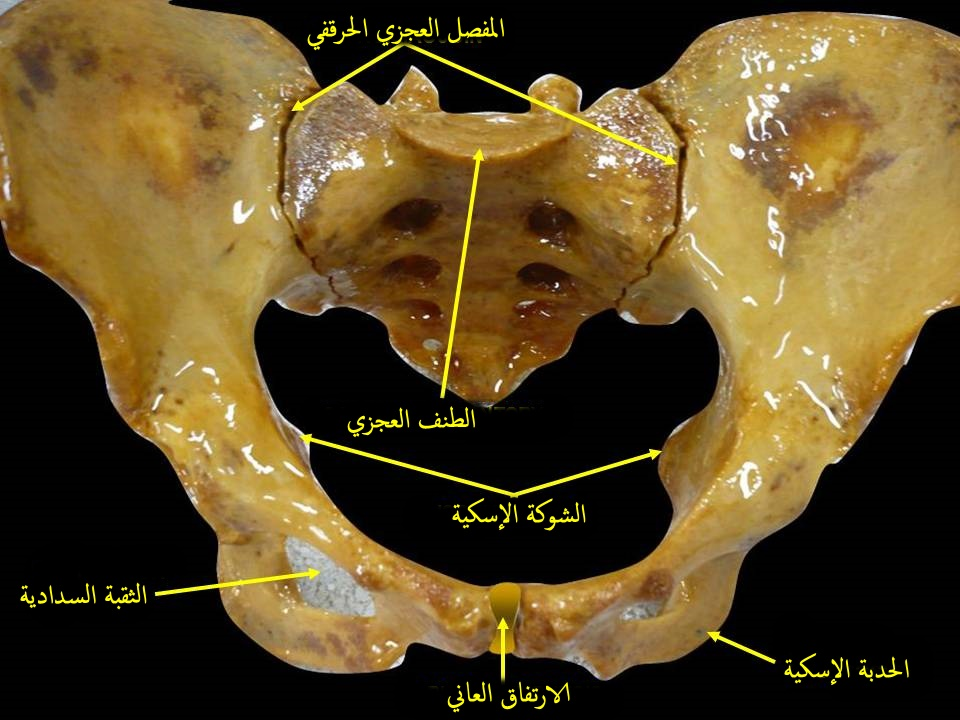
أجزاء الحوض.